# Pangio kuhlii
Pangio kuhlii è un pesce d'acqua dolce, appartenente alla famiglia Cobitidae.

## Distribuzione e habitat
Questo pesce è diffuso in Indonesia e nella penisola malese. Abita le acque basse, prevalentemente con corrente, e ricche di vegetazione (torrenti di collina, pianure e foreste allagate...)

## Descrizione
Il corpo è lungo e sottile, anguilliforme. La bocca, munita di barbigli, è rivolta verso il basso. Gli occhi sono piccoli. La pinna anale e quella dorsale sono molto arretrate, piccole e arrotondate. La coda è a delta. La livrea, che appare sopra una distesa di minuscole scaglie,  presenta un colore aranciato uniforme, più chiaro sul ventre, con 6-1o bande nere verticali, non uniformi, che termina appena sotto il fianco, disegnando motivi diversi da individuo a individuo.

## Comportamento
P. kuhlii è un pesce pacifico, inoltre, perché si trovino a loro agio, è necessario allevarli in piccoli gruppi di almeno 4 o 5 esemplari, in quanto sono pesci che amano vivere in gruppo, e si intimoriscono ed impauriscono se vengono allevati in singoli esemplari.

## Riproduzione
La femmina gravida si riconosce per il ventre gonfio e sviluppato.
L'accoppiamento vede la coppia nuotare parallela, con i fianchi attaccati: i corpi di entrambi cominciano a vibrare, emettendo uova e sperma. Le uova, piccole e verdi, vengono emesse al ritmo di 40 per deposizione, fino al raggiungimento di molte centinaia. Esse sono deposte su legni sommersi e vegetazione alta, vicino alla superficie. L'incubazione dura 24 ore, dopo le quali avverrà la schiusa. Gli avannotti, molto piccoli, presentano delle branchie esterne ramificate, che vengono assorbite nel giro di una settimana.

## Sottospecie
Secondo due biologi (Riehl e Baensch) la specie andrebbe divisa in due sottospecie: 
- Pangio kuhlii kuhlii
- Pangio kuhlii sumatranus

per differenti colorazioni della livrea. Oggi questa ipotesi non è più supportata. 

Tuttavia i biologi sono ancora dubbiosi se considerare tre specie di Pangio come varietà o come sottospecie:
- Pangio kuhlii
- Pangio myersi
- Pangio semicincta

Per oggi si tende a considerarle tre specie a sé stanti. In futuro non sono esclusi cambiamenti.

## Acquariofilia
Ampiamente diffuso e conosciuto in tutto il mondo, allevato per le sue fattezze, la sua livrea e l'indole tranquilla, è una specie prevalentemente notturna. Occupa tutti gli anfratti disponibili e spesso si insabbia anche per delle ore.